# سهب إيشيم
سهب إيشيم (بالروسية: Ишимская равнина، وبالقازاقية: Есіл даласы، Yesil dalasy) هو سهل يقع في الجزء الجنوبي من غرب سيبيريا، بين نهري إرتيش وتوبول. إداريًا، هي جزء من مقاطعات كورغان وتيومين وأومسك في روسيا، ومنطقة شمال كازاخستان في كازاخستان.